# Kiss Me Please
『Kiss Me Please』（キス・ミー・プリーズ）は、矢沢永吉の5作目のスタジオ・アルバム。1979年6月21日発売。

## 概要
- 前作から約1年ぶりのアルバム。発売日はコンサートツアー「The One Night Show 1979」の最中だった。
- 前年の著書『成りあがり』の構成を手がけた糸井重里が作詞に参加。
- 先行シングルの「I say Good-bye, So Good-bye」は、当初同年2月25日発売予定だった。しかし、マスターテープを工場に納品後、矢沢自身の強い希望で作り直したため、発売が1ヶ月以上ずれ込んだ[1]。
- 翌1980年、矢沢はワーナーパイオニアに移籍したため、本作がCBSソニー在籍時最後のオリジナルアルバムとなった。

## 収録曲

### LP
| 全作曲: 矢沢永吉。 |                                    |            |            |      |
| #                  | タイトル                           | 作詞       | 作曲・編曲 | 時間 |
| 1.                 | 「バイ・バイ・サンキュー・ガール」 | 木原敏雄   | 矢沢永吉   | 3:34 |
| 2.                 | 「いちいち憎んで」                 | ちあき哲也 | 矢沢永吉   | 2:52 |
| 3.                 | 「ワン・ナイト・ショー」           | 糸井重里   | 矢沢永吉   | 4:24 |
| 4.                 | 「ラスティン・ガール」             | ちあき哲也 | 矢沢永吉   | 4:37 |
| 5.                 | 「Mr.T.」                          | ちあき哲也 | 矢沢永吉   | 4:12 |
| 合計時間:          | 合計時間:                          | 合計時間:  | 19:39      |      |

| 全作曲: 矢沢永吉。 |                                |            |            |      |
| #                  | タイトル                       | 作詞       | 作曲・編曲 | 時間 |
| 1.                 | 「アップタイト」               | ちあき哲也 | 矢沢永吉   | 3:44 |
| 2.                 | 「馬鹿もほどほどに」           | ちあき哲也 | 矢沢永吉   | 2:36 |
| 3.                 | 「天使たちの場所」             | 糸井重里   | 矢沢永吉   | 5:33 |
| 4.                 | 「I SAY GOOD-BYE,SO GOOD-BYE」 | 相沢行夫   | 矢沢永吉   | 3:20 |
| 5.                 | 「過ぎてゆくすべてに」         | 矢沢永吉   | 矢沢永吉   | 5:13 |
| 合計時間:          | 合計時間:                      | 合計時間:  | 20:26      |      |

### CD
| 全作曲: 矢沢永吉。 |                                    |            |            |      |
| #                  | タイトル                           | 作詞       | 作曲・編曲 | 時間 |
| 1.                 | 「バイ・バイ・サンキュー・ガール」 | 木原敏雄   | 矢沢永吉   | 3:34 |
| 2.                 | 「いちいち憎んで」                 | ちあき哲也 | 矢沢永吉   | 2:52 |
| 3.                 | 「ワン・ナイト・ショー」           | 糸井重里   | 矢沢永吉   | 4:24 |
| 4.                 | 「ラスティン・ガール」             | ちあき哲也 | 矢沢永吉   | 4:37 |
| 5.                 | 「Mr.T.」                          | ちあき哲也 | 矢沢永吉   | 4:12 |
| 6.                 | 「アップタイト 」                  | ちあき哲也 | 矢沢永吉   | 3:44 |
| 7.                 | 「馬鹿もほどほどに」               | ちあき哲也 | 矢沢永吉   | 2:36 |
| 8.                 | 「天使たちの場所」                 | 糸井重里   | 矢沢永吉   | 5:33 |
| 9.                 | 「I SAY GOOD-BYE,SO GOOD-BYE」     | 相沢行夫   | 矢沢永吉   | 3:20 |
| 10.                | 「過ぎてゆくすべてに」             | 矢沢永吉   | 矢沢永吉   | 5:13 |
| 合計時間:          | 合計時間:                          | 合計時間:  | 40:05      |      |

### 解説
「天使たちの場所」
6thシングルのB面曲。
「I SAY GOOD-BYE,SO GOOD-BYE」
6thシングル。アルパイン・カー・ステレオ イメージソング。